# Polynôme de Lommel
Pour les articles homonymes, voir Lommel (homonymie).
Les polynômes de Lommel, Rm,ν(z), introduits par Eugen von Lommel en 1871, sont des polynômes en 1/z vérifiant la relation suivante:
{\displaystyle \displaystyle J_{m+\nu }(z)=J_{\nu }(z)R_{m,\nu }(z)-J_{\nu -1}(z)R_{m-1,\nu +1}(z)}
où Jν(z) est la fonction de Bessel du premier ordre.
Ils sont donnés explicitement par
{\displaystyle R_{m,\nu }=\sum _{n=0}^{[m/2]}{\frac {(-1)^{m}(m-n)!\Gamma (\nu +m-n)}{n!(m-2n)!\Gamma (\nu +n)}}(z/2)^{2n-m}.}
où Γ désigne la fonction gamma.
Ils sont utilisés en tant qu'outil de démonstration en théorie de la transcendance.